# Palazzo Molin a San Basegio

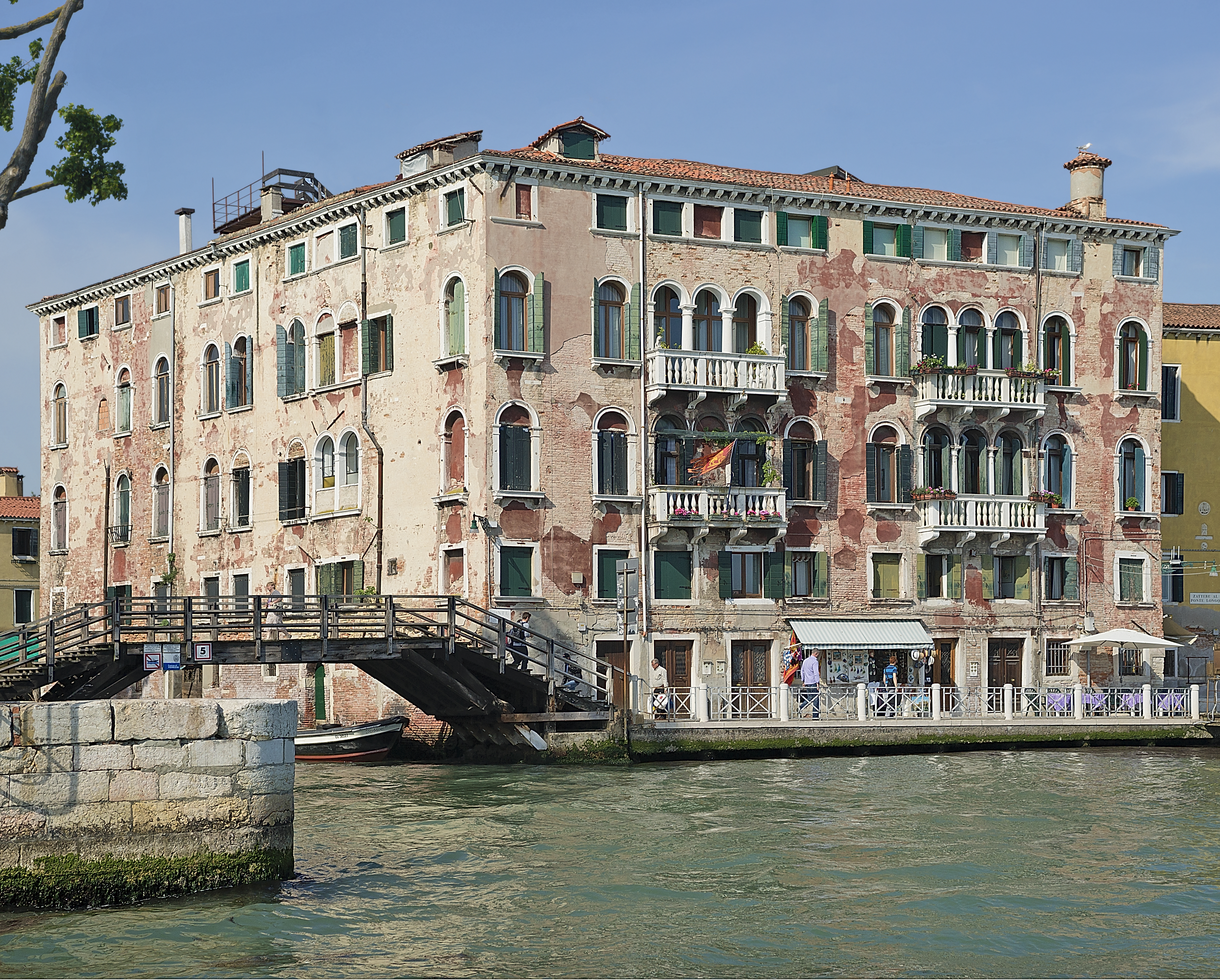
Palazzo Molin a San Basegio: Fassade zum Canale della Giudecca

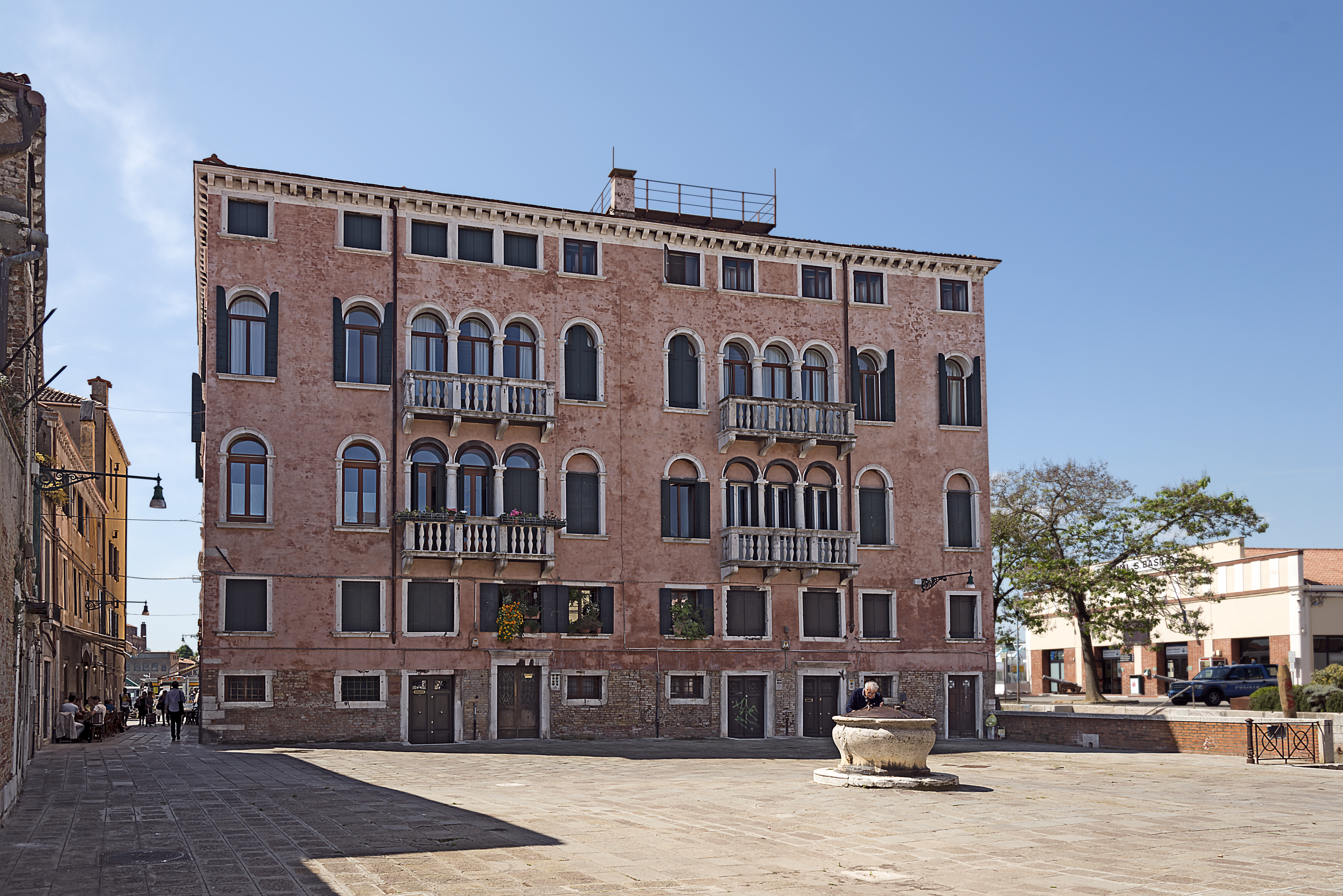
Fassade zum Campo San Basegio

Palazzo Molin a San Basegio ist ein Palast in Venedig in der italienischen Region Venetien. Er liegt im Sestiere Dorsoduro mit Blick auf den Canale della Giudecca am westlichen Ende der Fondamenta delle Zattere, gegenüber dem Molino Stucky.

## Beschreibung
Der Palazzo Molin a San Basegio, der im 16. Jahrhundert erbaut wurde, hat die typische Struktur bürgerlicher, venezianischer Mietshäuser aus dieser Zeit mit verschiedenen Wohnungen um eine Lichthof mit Brunnen in der Mitte. Das Gebäude hat drei Vollgeschosse und zwei Zwischengeschosse, eines über dem Erdgeschoss und eines unter dem Dach. Die Fassaden erscheinen in rauem Ziegelmauerwerk, weil die alte, rote Farbe abgefallen ist.
Das Erdgeschoss hat ganze acht Öffnungen, sechs einfache, rechteckige Portale und zwei rechteckige Fenster. Die Öffnungen der beiden Mezzaningeschosse sind allseitig rechteckige Einzelfenster in einfachen Steinrahmen. Die größten Fenster finden sich in den Hauptgeschossen, eine Serie von einzelnen Rundbogenfenstern, an den beiden Hauptfassaden (nach Süden zum Canale della Giudecca und nach Norden zum Campo San Basegio) unterbrochen durch zwei Dreifachfenster pro Stockwerk, getrennt durch dorische Säulen und versehen mit vorspringenden Steinbalkonen.